# Serrat del Villaró
El Serrat del Villaró dit també el Serrat de Villaró o Serrat d'Anseresa) és una muntanya de 674,2 metres que es troba al municipi d'Olius, a la comarca del Solsonès.